# Moritz Hennemann
Moritz Hennemann (* 1985) ist ein deutscher Jurist.

## Leben
Von 2004 bis 2009 studierte er Rechtswissenschaften an den Universitäten Heidelberg und Krakau. Nach der Promotion 2011 mit der Dissertation Urheberrechtsdurchsetzung und Internet zum Dr. jur. an der Rechtswissenschaftlichen Fakultät Freiburg und der Habilitation 2019 ebenda (Lehrbefugnis: Bürgerliches Recht, Wirtschaftsrecht, Datenrecht, Medienrecht und Informationsrecht) ist er seit 2020 Ordinarius und Inhaber des Lehrstuhls für Europäisches und Internationales Informations- und Datenrecht sowie Leiter der Forschungsstelle für Rechtsfragen der Digitalisierung (FREDI) an der Universität Passau. Nach Rufannahme wechselt er zum 1. Oktober 2023 an die Albert-Ludwigs-Universität Freiburg, wo er den Lehrstuhl für Zivilrecht mit Informationsrecht, Medienrecht, Internetrecht innehaben wird.

## Schriften (Auswahl)
- Urheberrechtsdurchsetzung und Internet. Baden-Baden 2011, ISBN 3-8329-6870-9 (zugleich Dissertation Freiburg im Breisgau 2011).
- Höchstrichterliche Rechtsprechung in der Fallbearbeitung. Zivilrecht. Heidelberg 2018, ISBN 3-8114-4739-4.
- Interaktion und Partizipation. Dimensionen systemischer Bindung im Vertragsrecht. Tübingen 2020, ISBN 3-16-159574-2.
- mit Louisa Specht-Riemenschneider: Kommentar Data Governance Act. Nomos, Baden-Baden 2023, ISBN 978-3-8487-8340-3; 2. Auflage 2025, ISBN 978-3-7560-1516-0.